# Marlène Laruelle
Pour les articles homonymes, voir Laruelle.
 (octobre 2024).
Marlène Laruelle, née le 21 décembre 1972 à Maisons-Alfort (Val-de-Marne), est une historienne et politiste française, spécialisée dans le monde slave et les idéologies qui y dominent.

## Biographie

### Jeunesse
Après avoir obtenu une licence d'histoire (1995), une maitrise de science politique (1996) et une maitrise de langue russe (1997), Marlène Laruelle obtient en 2002 un doctorat de l'INALCO en soutenant une thèse sur Le mythe aryen en Russie au XIXe siècle. La création d'une cosmogonie nationale, entre science et idéologie. En 2008, elle soutient à Sciences Po un mémoire d'habilitation à diriger les recherches sur les Politiques et idéologies des nationalismes dans l'espace russe et postsoviétique.

### Carrière
Entre 1998 et 2005, Marlène Laruelle est chercheure associée à l'Institut français d'études sur l'Asie centrale (IFEAC) à Tachkent, en Ouzbékistan. En 2005 et 2006, elle est chercheuse contractuelle (Research Fellow) au Woodrow Wilson International Center for Scholars à Washington, DC, puis en 2006-2007, elle est chercheuse associée au Kennan Institute, Washington, DC.
Depuis 2011, elle enseigne à l'université George-Washington, où elle dirige l'Institute for European, Russian and Eurasian Studies (IERES). Elle y dirige également le Programme d'études sur l'illibéralisme (Illiberalism Studies Program) et le Programme sur l'Asie centrale (Central Asia Program). Elle est co-directrice du Programme sur les nouvelles approches des recherches sur la sécurité en Europe et Asie (Program on New Approaches to Research and Security in Eurasia, PONARS Eurasia).
Marlène Laruelle est chercheuse associée à l'Institut français des relations internationales (IFRI).
Ses recherches portent notamment sur la philosophie politique et les idéologies nationalistes dans le monde russe contemporain. Elle s'est également intéressée à la question de l'eurasisme et de l'un de ses principaux théoriciens, Alexandre Douguine.

## Publications

### Ouvrages
- L'idéologie eurasiste russe ou Comment penser l'empire, préface de Patrick Sériot, Paris- Montréal, L'Harmattan, « Essais historiques », 1999.  (ISBN 2-7384-8258-9)
  - (en) Russian Eurasianism: An Ideology of Empire, Johns Hopkins University Press, « Woodrow Wilson Center Press », 2008.  (ISBN 978-0-8018-9073-4)
- avec Sébastien Peyrouse, Les Russes du Kazakhstan. Identités nationales et nouveaux États dans l'espace post-soviétique, préface de Catherine Poujol, Paris, Maisonneuve et Larose, « Bibliothèque d'Asie centrale », 2004.  (ISBN 2-7068-1834-4)
- avec Sébastien Peyrouse (dir.), Islam et politique en ex-URSS. Russie d'Europe et Asie centrale, actes enrichis du colloque de Kazan, avril 2004, Paris-Budapest-Torino, L'Harmattan, « Centre Asie », 2005.  (ISBN 2-7475-8558-1)
- avec Sébastien Peyrouse, Asie centrale, la dérive autoritaire. Cinq républiques entre héritage soviétique, dictature et islam, Paris, Éditions Autrement, « CERI-Autrement », 2005.  (ISBN 2-7467-0802-7)
- Mythe aryen et rêve impérial dans la Russie du XIXe siècle, préface de Pierre-André Taguieff, Paris, Éditions du CNRS, « Mondes russes, États, sociétés, nations », 2005. Texte remanié de sa thèse de doctorat.  (ISBN 2-271-06314-0)
- (dir.), Le rouge et le noir. Extrême droite et nationalisme en Russie, Paris, Éditions du CNRS, « CNRS science politique », 2007.  (ISBN 978-2-271-06505-6)
- La quête d'une identité impériale. Le néo-eurasisme dans la Russie contemporaine, Paris, Éditions Pétra, « Sociétés et cultures post-soviétiques en mouvement », 2007.  (ISBN 978-2-84743-010-3)
- (en) (dir.), Russian Nationalism and the National Reassertion of Russia, Abingdon (Oxfordshire) et New York, Routledge, « Routledge Contemporary Russia and Eastern Europe Series », 2009.  (ISBN 978-0-415-48446-6)
- (en) In the Name of the Nation: Nationalism and Patriotism in Contemporary Russia, Palgrave Macmillan, 2009.  (ISBN 978-0-230-61860-2)
- Le nouveau nationalisme russe : Des repères pour comprendre, éditions de l'Œuvre, 25 mars 2010.  (ISBN 978-2356310569)
- L'Asie centrale à l'aune de la mondialisation, éditions Armand Colin (21 avril 2010), avec Sébastien Peyrouse.  (ISBN 978-2200249069)
- Dynamiques migratoires et changements sociétaux en Asie centrale, éditions Petra, 2010.  (ISBN 978-2-84743-028-8)
- avec Sébastien Peyrouse (dir.), Éclats d'empires: Asie centrale, Caucase, Afghanistan, Fayard, Paris, 2013. (ISBN 978-2213636795)
- avec Jean Radvanyi, La Russie, entre peurs et défis, Armand Colin, 2016,  (ISBN 9782200612726)
  - (en) Russia : Great Power, Weakened State, Rowman & Littlefield, 2023,  (ISBN 978-1-5381-7478-4)
- (en) Entangled Far Rights : A Russian-European Intellectual Romance in the Twentieth Century, University of Pittsburgh Press, 2018,  (ISBN 9780822965657)
- (en) Is Russia Fascist ? Unraveling Propaganda East and West, Cornell University Press, 2021,  (ISBN 9781501754135)
- (en) Ideology and Meaning-Making under the Putin Regime, Stanford University Press, 2025,  (ISBN 9781503631397)

### Articles
- « En Asie centrale, l’illusion d’un nouveau monde », Le Monde diplomatique, Septembre 2020.
- « Une jeunesse entre valeurs occidentales et conservatisme », Le Monde diplomatique, Septembre 2020.